# 제1차 발칸 전쟁
제1차 발칸 전쟁(불가리아어: Балканска война; 그리스어: Αʹ Βαλκανικός πόλεμος; 세르비아어: Први балкански рат, 튀르키예어: Birinci Balkan Savaşı, 영어: First Balkan War )은 1912년 10월부터 1913년 5월까지 발발한 전쟁으로 발칸 동맹 국가인 세르비아 왕국, 불가리아 왕국, 그리스 왕국, 몬테네그로 왕국이 오스만 제국에 맞선 전쟁이었다. 1908년 청년 튀르크당 혁명 이후 오스만 제국의 정치는 혼돈을 겪었고, 1912년 알바니아 반란과 이탈리아-튀르크 전쟁으로 오스만 제국의 군대가 그렇게 강력하지 않다는 것을 알게 된 발칸 동맹은 오스만 제국을 상대로 전쟁을 선포했다. 발칸 동맹은 승리를 거두었고, 오스만 제국은 유럽 쪽 영토의 83%와 유럽 쪽 인구의 69%를 잃었다.

## 배경
발칸반도는 19세기 초까지만 해도 거의 전 영역을 오스만 제국이 지배하고 있었다. 그러나, 1829년에 그리스의 독립을 시작으로 발칸반도의 여러 국가들은 자치령으로 바뀌거나 독립하게 되었다.
1908년, 오스만 제국에서 청년 튀르크당이 혁명을 일으키자 발칸 국가들을 긴장에 휩싸였다. 이는 청년 튀르크당이 당시 오스만 제국 헌법의 “모든 민족의 평등”대신 “튀르크의 평등”을 슬로건으로 하는 극단적 튀르크 민족주의를 내세웠고, 러시아와 오스트리아-헝가리 제국으로 인해 발칸반도의 영토를 잃은 오스만 제국의 재침(再侵)가능성을 배제할 수 없었기 때문이었다.
게다가, 1908년 북쪽에서는 오스트리아-헝가리 제국이 보스니아 헤르체고비나를 합병해 발칸 국가들의 위기감을 더욱 부추겼다.
1911년 이탈리아-투르크 전쟁에서 오스만 제국이 패하자, 오스만 제국의 힘이 약해졌다고 판단한 불가리아 왕국, 그리스 왕국, 세르비아 왕국, 몬테네그로 왕국 등 발칸 국가들은 1912년에 '발칸 동맹'을 맺고, 러시아 제국의 지원 아래 오스만 제국에 선전포고를 하여 발칸 전쟁이 시작되었다. 또한, 당시 오스만 제국의 지배를 받고 있었던 알바니아도 독립을 위해 군사를 파견했다.

## 결과
1912년 12월 16일에 런던에서 개최된 강화 회담에서는 아드리아노플 할양 문제 때문에 회의가 진전되지 않았고, 1913년 1월 23일에 오스만 제국에서 청년 튀르크당에 의한 쿠데타가 발생하자 휴전이 취소되고 전투가 재개되었다. 결국 그 해 5월 30일에 휴전 협정을 맺고 오스만 제국은 이스탄불 주변을 제외한 유럽의 모든 영토를 잃었다. 이 전쟁의 결과로 불가리아 왕국은 마케도니아 지방 일부를 제외한 루멜리아(마케도니아와 트라키아) 대부분을, 그리스 왕국은 크레타섬과 남부 마케도니아 지방 일부 · 남부 이피로스를, 세르비아 왕국은 북부 마케도니아 지방 일부를 합병하거나 세력권 내에 넣었고, 알바니아가 독립하였다.
그러나, 마케도니아 지방에 대한 영토 배분을 둘러싸고 불가리아 왕국과 세르비아 왕국 · 그리스 왕국 사이의 대립이 격화되어 결국 1913년 6월 29일 제2차 발칸 전쟁이 일어났다.

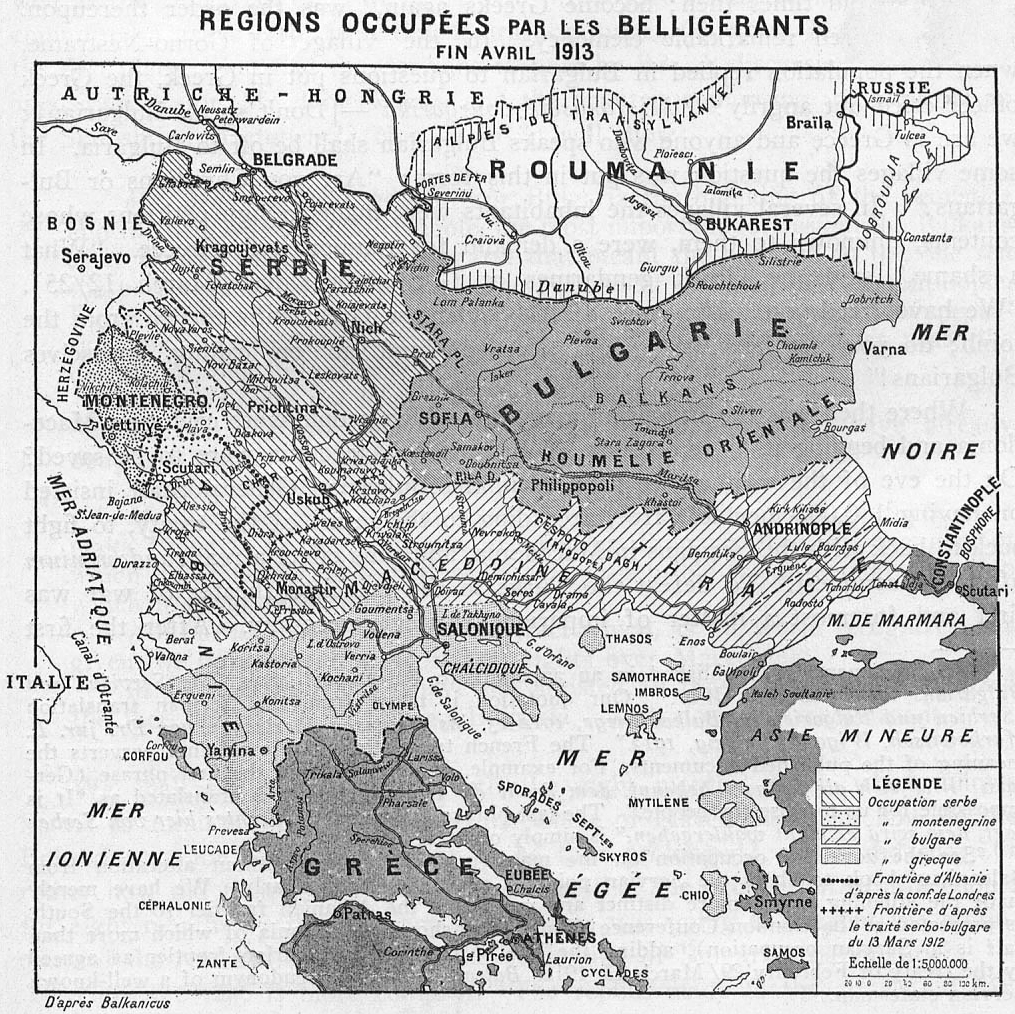
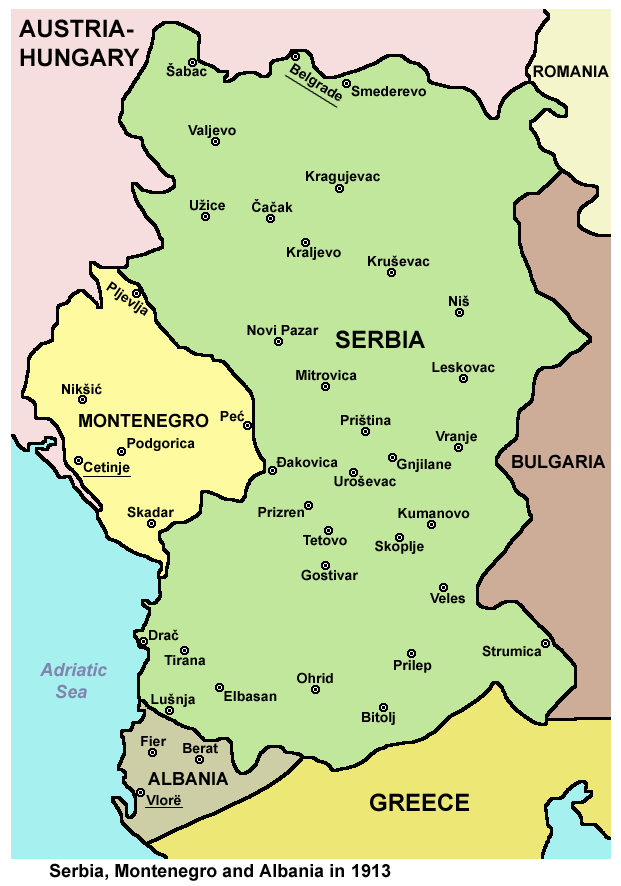

## 같이 보기
- 제2차 발칸 전쟁